# Valerianella eriocarpa
Valerianella eriocarpa é uma espécie de planta com flor pertencente à família Valerianaceae. 
A autoridade científica da espécie é Desv., tendo sido publicada em J. Bot. (Desvaux) 2: 314, pl. 11 fig. 2 (1809).

## Portugal
Trata-se de uma espécie presente no território português, nomeadamente os seguintes táxones infraespecíficos:
- Valerianella eriocarpa var. eriocarpa - presente em Portugal Continental. Em termos de naturalidade é nativa da região atrás referida. Não se encontra protegida por legislação portuguesa ou da Comunidade Europeia.
- Valerianella eriocarpa var. muricata - presente em Portugal Continental. Em termos de naturalidade é nativa da região atrás referida. Não se encontra protegida por legislação portuguesa ou da Comunidade Europeia.